# Brzozówka (Zybki)
Brzozówka – część wsi Zybki na Białorusi, w obwodzie witebskim, w rejonie brasławskim, w sielsowiecie Mieżany. Dawny zaścianek.

## Historia
W czasach zaborów w granicach Imperium Rosyjskiego.
W latach 1921–1939 zaścianek leżał w Polsce, w województwie nowogródzkim (od 1926 w województwie wileńskim), w powiecie brasławskim, w gminie Brasław.
Według Powszechnego Spisu Ludności z 1921 roku zamieszkiwało tu 13 osób, wszystkie były wyznania rzymskokatolickiego i zadeklarowały białoruską przynależność narodową. Było tu 10 budynków mieszkalnych. W 1931 w 3 domach zamieszkiwało 20 osób.
Zaścianek należał do parafii rzymskokatolickiej w Brasławiu. W 1933 podlegał pod Sąd Grodzki w Brasławiu i Sąd Okręgowy w Wilnie. Właściwy urząd pocztowy mieścił się w Brasławiu.